# Franzi Ascher-Nash
Franzi Ascher-Nash (geboren 28. November 1910 in Wien, Österreich-Ungarn; gestorben 1. September 1991 in Lancaster (Pennsylvania)) war eine austroamerikanische Musikkritikerin.

Porträt von Walter Knina (1888–1939)

## Leben
Franziska Ascher-Nash war die Tochter von Luise Frankl und des Operettenkomponisten Leo Ascher. Sie besuchte ein humanistisches Mädchengymnasium und begann ein Gesangsstudium an der Wiener Staatsakademie für Gesang und Kunst. 1933 erhielt sie ein erstes Engagement für Nebenrollen sowie als Zweitbesetzung an der Volksoper in Wien. Probleme mit der Stimme zwangen sie zur Aufgabe ihres Berufswunsches, und sie verlegte sich aufs Schreiben.
Rudolf Kalmar publizierte einige Kurzgeschichten von ihr in der Wiener Tageszeitung Der Tag, andere Zeitungen, Die Stunde und die Neue Freie Presse, druckten ebenfalls kleinere Beiträge. Vom US-amerikanischen Filmunternehmen United Artists erhielt sie Aufträge, Filmdialoge zu übersetzen.
Nach dem Anschluss Österreichs 1938 wurde ihr Vater in der Reichspogromnacht verhaftet und kam nur unter der Bedingung, dass die Familie Ascher innerhalb von zwei Wochen das Deutsche Reich verlasse, frei. Leo Aschers Bruder wurde von den Nationalsozialisten ermordet. Franzi Ascher floh mit der Familie über die Schweiz und Frankreich in die USA, deren Staatsbürgerschaft sie 1944 erhielt.
Ascher schrieb in den USA weiterhin in deutscher Sprache. 1939/40 verfasste sie vier Hörspiele im Auftrag der German American Writers’ Association (GAWA). Ab 1941 bis zur Einstellung der Zeitung im Jahr 1949 schrieb sie für die Neue Volkszeitung regelmäßig Musikkritiken, diese Tätigkeit setzte sie von 1955 bis 1959 im Sonntagsblatt der New Yorker Staats-Zeitung fort. Sie schlug sich mit verschiedenen Gelegenheitsarbeiten durch, so auch als Interviewerin für ein Meinungsforschungsinstitut.
Ihr erstes Buch veröffentlichte sie 1948 unter dem Titel „Bilderbuch aus der Fremde“. Seit 1954 war sie Mitglied der Musikfakultät der New School for Social Research und wirkte als Lektorin für Musikgeschichte. Sie hielt dort je ein Seminar über „History and Development of Opera“ und eines über „History and Development of Song“. Ascher wurde 1956 Mitglied von B’nai B’rith. 1959 heiratete sie den ehemaligen Bankkaufmann Edgar Nash (1893–1965), der 1938 ebenfalls aus Wien geflohen war.
Im Auftrag der Fordham University in New York produzierte sie das Radioprogramm „The Story of the Art Song“. Des Weiteren gab sie zwischen 1970 und 1973 Seminare mit Musikbeispielen an den Donnell and Lincoln Center Libraries in New York und arbeitete als Gastdozentin an der Manhattan School of Music.
In den 1980er Jahren zog Ascher-Nash nach Millersville in Pennsylvania. Sie stiftete am Millersville State College einen „Leo Ascher Award“. Ihr Nachlass und der ihres Vaters befinden sich in der „Ganser Library der Millersville University“.

## Schriften (Auswahl)
- Bilderbuch aus der Fremde. Wien: Wiener Verlag, 1948
- Gedichte eines Lebens. Darmstadt: Bläschke, 1976
- Essays aus jüngster Zeit, 1974–1975. Saarbrücken : Literarische Union, 1976
- Die wahre Perspektive meines Lebens. Cincinnati : Verlag des Verbands deutschsprachiger Autoren in Amerika, 1978
- Lauf, lauf, Lebenslauf… Der rote Faden einer Autobiographie. Unveröffentlichtes Manuskript